# شهرک امام خمینی (مهر)

## معرفی
شهرک امام خمینی، مرکز دهستان دشت لاله، یکی از روستاهای بزرگ از توابع بخش اسیر در شهرستان مهر در استان فارس می‌باشد. این روستا پس از واقعه سیل در سال ۱۳۶۵ که منجر به تخریب تعدادی از روستاهای بخش اسیر شد، به طرز زیبا و بر اساس اصول جدید مهندسی ساخته شده‌است.
حادثه فوق پس از دو روز بارندگی رخ داده و منجر به رسیدن آسیب به روستاهای "شلدان" ٰ "چاه بالو" و "سرگاه " گردید. پس از حادثه فوق با مساعدت دولت محترم و جهاد سازندگی در زمینه ارائه زمین و وسایل مورد نیاز، مردم در منطقه‌ای در همان نزدیکی شالوده روستای جدیدی را بنا نهادند. نام روستا به پاس احترام گذاشتن به بنیانگذار کبیر انقلاب، شهرک امام خمینی (ره) تعیین گردید. احداث شهرک امام خمینی توسط مردم از سال ۱۳۶۶ آغاز و از سال ۱۳۶۹ به محل سکونت اهالی تبدیل شد. لوله‌کشی آب این روستا سال ۱۳۶۹ مورد بهره‌برداری قرار گرفت. شهرک امام در سال ۱۳۷۲ دارای برق و در سال ۱۳۷۸ دارای خطوط تلفن ثابت شد. عملیات گازرسانی به شهرک امام از سال ۱۳۹۱ آغاز و سرانجام در سال ۱۳۹۳ افتتاح شد.
شایان ذکر است شهرک امام خمینی دارای ۴ محله به اسم شلدان، چاه بالو، سرگاه و قائدی‌ها می‌باشد.
شهرک امام اولین روستای شهرستان مهر بود که در سال ۱۳۸۳ با اقدام به اخذ ۵۰۰ سند ثبتی، دارای سند رسمی زمین‌های اهالی شد. خیابان‌های اصلی این روستا در سال ۱۳۸۵ آسفالت شدند. سالن شهدای شهرک امام در سال ۱۳۹۵ افتتاح شد.
از ویژگی‌های منحصر به فرد این روستا، صحبت کردن به دو لهجه و گویش است. مردم محله شلدان و چاه بالو با گویشی نزدیک به زبان لاری صحبت می‌کنند و اهالی سرگاه با لهجه ای نزدیک به زبان مردم گله دار و لهجه ای لری تکلم می‌کنند. مردم این چند محله علی‌رغم تفاوت زبانی، هم دل و همراه، در سالیان سال کنار هم زندگی کرده‌اند و موجبات پیشرفت شهرک را فراهم کرده‌اند.
رستم قاسمی که وزیر نفت ایران، در دورهٔ ریاست جمهوری محمود احمدی‌نژاد و در دولت ابراهیم رییسی وزیر راه و شهرسازی بود از اهالی این منطقه است.
درزمانهای گذشته افراد زیادی دراین محدوده می زیسته اند که می توان به افرادسرشناسی از جمله قاضی شلدانی و... اشاره کرد.
امام زاده شاه محمد(ع) نیزیکی ازبقاع متبرکه واقع درروستای سرگاه همجواراین روستا می باشد که زیارتگاه آحادمردم منطقه وزایذینی از حوزه خلیح فارس می باشد.
افراد سرشناسی ازجمله پژوهشگربرترایران ،نویسنده کتاب ومقالات متعدد داخلی وبین المللی دکترمصطفی عباسی ،آقایان دکتراحمدطاهری ومحمدرفیع طاهری ،دکترعلی محمدی ،دکترحجت اله قاسمی ،دکترجابرقاسمی ،رضا عباسی ودیگر افراد دراین روستا زندگی می کنند.